# NGC 2805

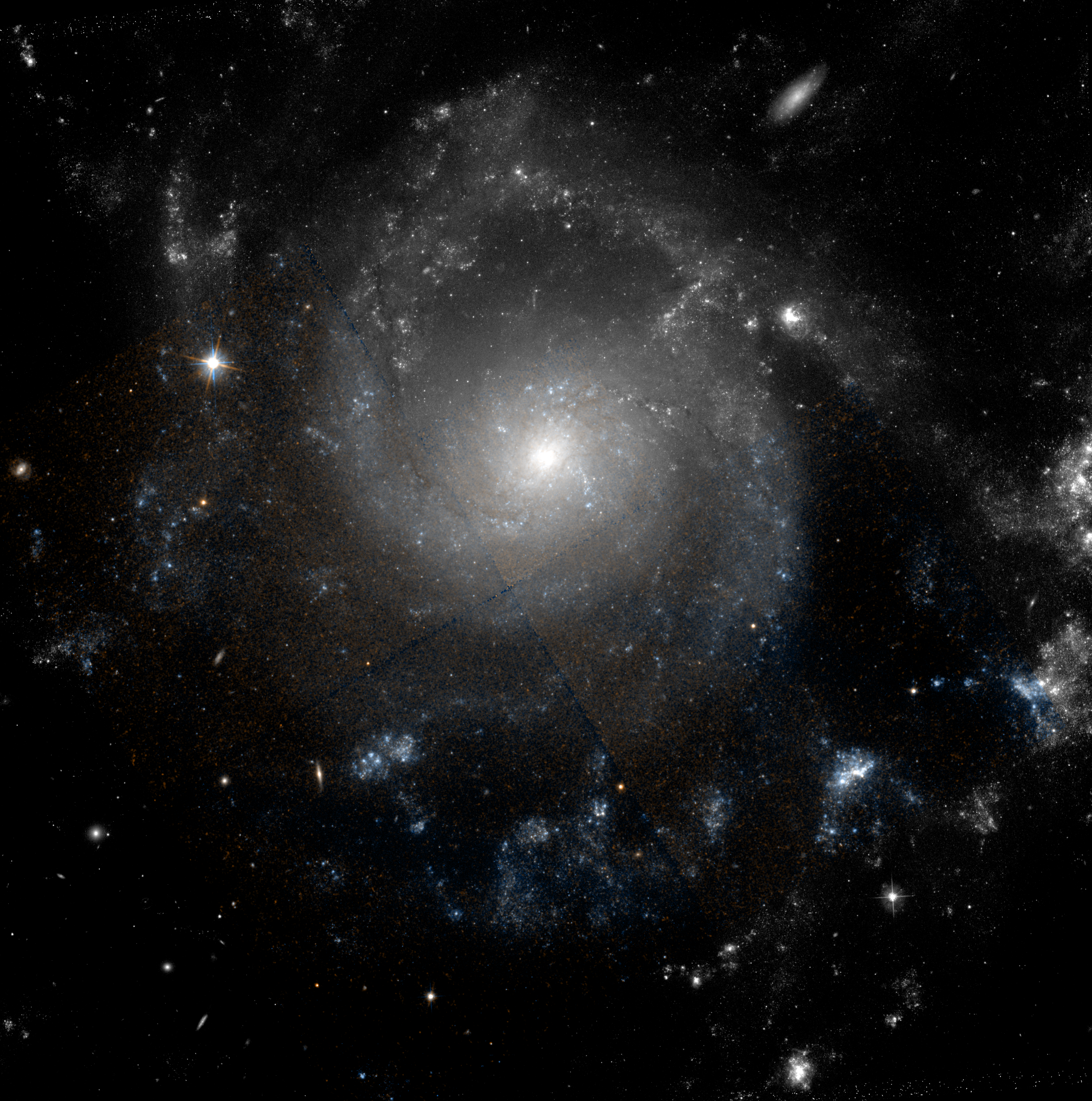
NGC 2805 par le télescope spatial Hubble.

NGC 2805 est une vaste (?) galaxie spirale intermédiaire située dans la constellation de la Grande Ourse. NGC 2805 a été découverte par l'astronome germano-britannique William Herschel en 1791.

## Caractéristiques
En raison d'une brillance de surface égale à 14,70 mag/am2, on peut qualifier NGC 2805 de galaxie à faible brillance de surface (LSB en anglais pour low surface brightness). Les galaxies LSB sont des galaxies diffuses (D) avec une brillance de surface inférieure de moins d'une magnitude à celle du ciel nocturne ambiant.
La classe de luminosité de NGC 2805 est IV et elle présente une large raie HI. On constate également en regardant l'image provenant du télescope spatial Hubble que cette galaxie renferme de nombreux amas de jeunes étoiles bleues massives.
Plusieurs amas de jeunes étoiles bleues massives sont dispersés dans les bras de la galaxie.

### Distance
Sa vitesse par rapport au fond diffus cosmologique est de 1 834 ± 7 km/s, ce qui correspond à une distance de Hubble de 27,1 ± 1,9 Mpc (∼88,4 millions d'al).
À ce jour, 11 mesures non basées sur le décalage vers le rouge (redshift) donnent une distance de 12,760 ± 11,890 Mpc (∼41,6 millions d'al), ce qui est à l'intérieur des valeurs de la distance de Hubble. Cet échantillon de mesure est totalement incohérent : sept valeurs comprises entre 3,03 Mpc et 5,13 Mpc rapportée dans des publications de 1984 et 1985, puis quatre valeurs comprises entre 26,8 Mpc et 28.8 Mpc. Notons que c'est avec la valeur moyenne des mesures indépendantes, lorsqu'elles existent, que la base de données NASA/IPAC calcule le diamètre d'une galaxie. Ici, il vaudrait sans doute mieux utiliser la distance de Hubble.

### Classification
Wolfgang Steinicke et le professeur Seligman classent cette galaxie comme une spirale barrée (SBd), mais on ne voit pas la présence d'une barre ni sur l'image de l'étude SDSS, ni sur celle provenant du télescope spatial Hubble. La classification de spirale intermédiaire par la base de données NASA/IPAC semble convenir mieux.

## Groupe de NGC 2805
NGC 2805 est le principal membre d'un groupe d'au moins cinq galaxies qui porte son nom. Le groupe de NGC 2805 comprend les galaxies NGC 2814, NGC 2820 et NGC 2880, cette dernière étant indiquée sur le site « Un Atlas de l'Univers » de Richard Powell. Il faut ajouter à ce groupe la galaxie IC 2458, car elle forme une paire de galaxies en interaction gravitationnelle avec la galaxie NGC 2820. IC 2458 est d'ailleurs indiquée comme faisant partie du groupe dans l'article d'A.M. Garcia paru en 1993.